# Émile Littré

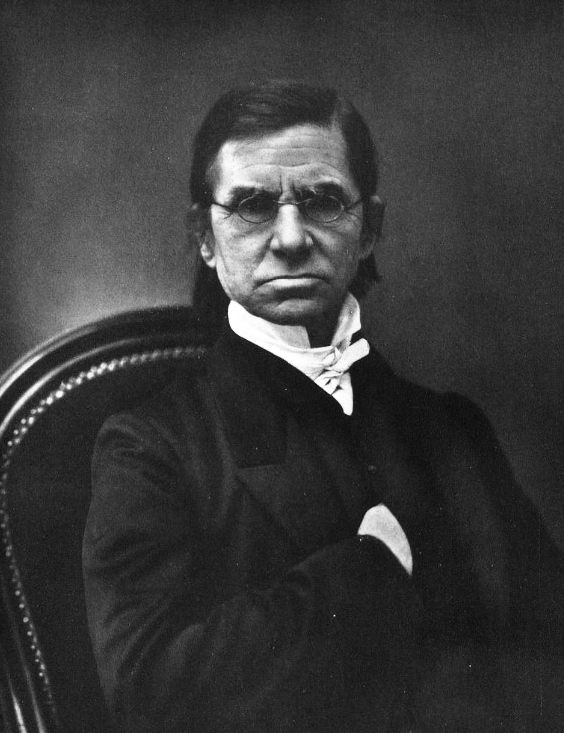
Émile Littré, 1860

Émile Maximilien Paul Littré (* 1. Februar 1801 in Paris; † 2. Juni 1881 ebenda) war ein französischer Philologe, Philosoph und Medizinhistoriker.

## Leben
Émile Littré war der Sohn des Marine-Artilleristen Michel-François Littré (1765–1827) und dessen Ehefrau Marie Sophie Johannot (1772–1843). Seine Schulzeit absolvierte er u. a. am Lycée Louis-le-Grand, wo der spätere Verleger Louis Hachette und der Indologe Eugène Burnouf seine Mitschüler waren. Ab 1822 studierte Littré in seiner Heimatstadt Medizin, Philologie und Sprachen. Als sein Vater überraschend 1827 starb, gab Littré seine Promotion auf, da er nun die Familie ernähren musste.
Seinen Lebensunterhalt verdiente er durch Privatstunden in den Fächern Latein und Griechisch und konnte dadurch nebenbei die Vorlesungen bei Pierre Rayer (1793–1867) besuchen. Politisch interessiert, war Littré ein Parteigänger der Bourbonen. Er trat in die Armee ein und nahm an der Julirevolution von 1830 teil. Als Mitglied der Garde nationale eskortierte er König Karl X. nach Rambouillet (Département Yvelines).
Wieder Zivilist, wurde Littré 1831 von Armand Carrel, dem Chefredakteur der Tageszeitung Le National engagiert und mit seinen Artikeln und Polemiken wurde Carrels Zeitung schon bald zum Sprachrohr der Zweiten Restauration. 1836 wechselte er in die Redaktion des Zeitschrift Revue des Deux Mondes und heiratete im darauffolgenden Jahr am 21. Oktober Aglaé Pauline Conil-Lacoste (1815–1903). Sophie Littré (1839–1927) war seine Tochter.
Unterstützt durch Henri de Saint-Simon, den Littré noch persönlich kennenlernen konnte, nahm er an der Februarrevolution 1848 teil, aber konnte sich nicht sehr für den propagierten Saint-Simonismus begeistern. In der zweiten Republik unter Napoleon III. widmete sich Littré wieder wissenschaftlichen Aufgaben und gab zwischen 1863 und 1877 das vierbändige Dictionnaire de la langue française heraus.
1839 wurde er als ordentliches Mitglied in die Académie des inscriptions et belles-lettres aufgenommen. 1860 wurde er zum auswärtigen Mitglied der Bayerischen Akademie der Wissenschaften und 1876 zum auswärtigen Mitglied der Königlich Dänischen Akademie der Wissenschaften gewählt. Littré war außerdem ab 1864 Ehrenmitglied der Griechischen philologischen Gesellschaft in Konstantinopel.
Am Deutsch-Französischen Krieg nahm Littré nicht teil und während der Pariser Kommune zog er sich zusammen mit seiner Ehefrau und seiner Tochter in die Bretagne zurück. Zurück in Paris wurde er 1871 als Nachfolger von Abel-François Villemain in die Académie française (Fauteuil 17) aufgenommen. Um gegen diese Wahl zu protestieren, trat Félix Dupanloup 1875 als Mitglied der Académie française zurück und veröffentlichte im selben Jahr sein Buch gegen die Freimaurerei: Etude sur la Franc-Maçonnerie. Zuvor hatte er Littré bereits in seiner Schrift Avertissement aux pères de famille als Materialisten und Darwinisten angegriffen.
1875 wurde Littré als Sénateur inamovible in den Senat gewählt.
Littré war als Agnostiker aus der Kirche ausgetreten, seine Ehefrau und seine Tochter blieben aber römisch-katholisch. Nach langen Diskussionen mit Pater Louis Millériot und Abbé Henri Huvelin empfing er von Huvelin auf dem Totenbett in völliger Bekehrung nochmals die heilige Taufe. Mit 80 Jahren starb Émile Littré in Paris und fand seine letzte Ruhestätte an dem Cimetière Montparnasse (Div. 3). Pater Millériot hielt die Grabrede.

## Freimaurerei
1875 bat Littré beim Grand Orient de France um Aufnahme, wo er in Anwesenheit von 2000 Freimaurern in die Loge La Clémente Amitié initiiert wurde. Auf die Frage, ob er an die Existenz Gottes glaube, antwortete er: „Ein Weiser des Altertums, dem ein König die gleiche Frage stellte, dachte Tag für Tag nach und fühlte sich niemals in der Lage, zu antworten. Ich bitte Sie, auch von mir weder Bejahung noch Verneinung zu verlangen. Keine Wissenschaft leugnet eine ›erste Ursache‹, denn nirgends trifft sie etwas, was gegen eine solche zeugt, noch eine solche beweist. Alles Wissen ist relativ, immer wieder stößt man auf Wesenheiten und Urgesetze, deren tiefsten Grund wir nicht erkennen. Wer mit Entschiedenheit ausspricht, dass er weder gottgläubig noch Gottesleugner ist, beweist nur sein Unverständnis für das Problem des Werdens und Vergehens der Dinge.“
Diese Aufnahme wurde in der Tageszeitung Temps eingehend gewürdigt.

## Schriften
Übersetzungen und Überarbeitungen
- Hippokrates von Kos: Œuvres complètes, Band I-X. Amsterdam 1973–1982. (Nachdruck der Ausgabe Paris 1839–1861)
- Plinius der Ältere: Historia naturalis. 1848–1850.
- David Friedrich Strauss: Das Leben Jesu. 1839–1840.
- Johannes Peter Müller: Handbuch der Physiologie. 1851.
- Armand Carrel: Politischen Schriften mit Notizen. 1854–1858 (Neuauflage)

Wörterbücher und sprachwissenschaftliche Darstellungen
- Reprise du Dictionnaire de médecine, de chirurgie, de pharmacie, des sciences accessoires et de l'art vétérinaire. mit Charles-Philippe Robin, hrsg. von Pierre-Hubert Nysten (1855)
- Histoire de la langue française a collection of magazine articles (1862)
- Dictionnaire de la langue française ("Le Littré") (1863–1873)
- Comment j'ai fait mon dictionnaire (1880)

Philosophie
- Analyse raisonnée du cours de philosophie positive de M. A. Comte (1845)
- Application de la philosophie positive au gouvernement. 1849.
- Conservation, révolution et positivisme (1852, 2nd ed., with supplement, 1879)
- Paroles de la philosophie positive. 1859.
- Auguste Comte et la philosophie positive. 1863.
- La Science au point de vue philosophique. 1873.
- Fragments de philosophie et de sociologie contemporaine. 1876.

Andere Arbeiten
- Études et glanures (1880)
- La Verité sur la mort d'Alexandre le grand (1865)
- Études sur les barbares et le moyen âge (1867)
- Médecine et médecins (Paris 1872)
- Littérature et histoire (1875)
- Discours de reception à l'Académie française (1873)